# Zsófia Horváth
Zsófia Horváth (* 1. Juni 1989) ist eine ungarische Badmintonspielerin. 

## Karriere
Zsófia Horváth siegte 2011 erstmals bei den nationalen Meisterschaften in Ungarn. Mit dem Team von Pécsi Multi-Alarm SE war sie 2009, 2011 und 2012 erfolgreich. 2010 startete sie bei den Badminton-Europameisterschaften.

## Sportliche Erfolge
| Saison | Veranstaltung                | Disziplin | Platz | Partner       |
| ------ | ---------------------------- | --------- | ----- | ------------- |
| 2004   | Hungarian Nationals U15 2004 | WD        | 1     | Zita Bánhegyi |
| 2006   | Hungarian Nationals U19 2006 | WD        | 1     | Zita Bánhegyi |
| 2008   | Hungarian Nationals U19 2008 | WD        | 1     | Zita Bánhegyi |
| 2011   | Hungarian Nationals 2011     | WD        | 1     | Sára Fekete   |